# شورتان پایین
شورتان پایین (ترکی آذربایجانی: Aşağı Şurtan) یک منطقهٔ مسکونی در جمهوری آرتساخ است که در استان شاهومیان واقع شده‌است.